# Die Mobesin
Die Mobesin ist eine der Aachener Sagen und Legenden. Die Erzählung berichtet von einer ehemals in Aachen lebenden Gräfin, die schließlich als Hexe überführt wurde.

## Handlung
„Bei Tag hat sie die Leut´ gequält, bei Nacht des Teufels Geld gezählt.“

In einem großen Haus am Hirschgraben wohnte eine alte Dame, die „Gräfin Mobesin“ genannt wurde. Sie war reich und besaß Kutschen und Pferde. Sie verkehrte aber mit niemandem, ging nicht in die Kirche und gab Armen keine Almosen. Die Fensterläden an ihrem Haus waren tags und nachts verschlossen. Niemand kam zu ihr zu Besuch, aber nachts drangen Klänge wie von einer großen Gesellschaft auf die Straße. Ein Nachtwächter spähte eines Nachts durch die Ritze eines Ladens und sah eine Menge Katzen um einen Tisch sitzen, auf dem große Haufen von Gold lagen. Den Vorsitz führte die große schwarze Katze der Gräfin. Der Nachtwächter zog sich zurück und erzählte vorerst niemandem, was er gesehen hatte.
Die schwarze Katze der Gräfin war bei den im Haus arbeitenden Handwerkern besonders unbeliebt. Sie schlich sich um sie herum, als wolle sie ihre Arbeit überwachen. Wenn jemand zwischendurch einen Branntwein trinken wollte, stieß sie das Glas um. Wenn sich jemand eine Pfeife anzündete, stieß sie ihn so, dass er sich die Finger verbrannte. Als sie das eines Tages bei einem Dachdecker machte, schlug der mit seinem Hammer nach ihr und trennte ihr dabei drei Zehen von der rechten Vorderpfote ab. Sofort floh die Katze ins Haus, aus dem bald Geschrei drang, jemand habe die Gräfin verwundet. Der herbeigeholte Arzt stellte fest, dass an ihrer rechten Hand drei Finger fehlten. Weil die Gräfin nicht sagen wollte, wie das passiert sei, folgte man der Blutspur bis zum Dachfenster und fand die Finger in der Dachrinne.
Daraufhin erzählte der Dachdecker, was er mit der Katze angestellt hatte. Auch der Nachtwächter erzählte nun von seiner Beobachtung. So wurde die Mobesin als Hexe überführt, die sich in eine Katze verwandeln konnte. Das gestand sie auch vor Gericht, verriet aber nicht, wo ihre Schätze versteckt waren. Die Mobesin wurde verurteilt und auf dem Hexenberg vor den Toren Aachens verbrannt. Jede Suche in ihrem Haus nach ihren Schätzen ist aber erfolglos geblieben.

## Überlieferung
Die Erzählung ist unter anderem in folgenden Sammlungen überliefert:
- Joseph Müller: Aachens Sagen und Legenden, 1858[1]
- Johann Georg Theodor Grässe: Sagenbuch des Preußischen Staates, Band 2, Glogau 1871[2]

## Historischer Hintergrund
Joseph Müller vertritt in einer Anmerkung zu der Sage die Auffassung, in Aachen habe es keine Hexenprozesse gegeben. Dem war aber nicht so. So gibt beispielsweise Will Hermanns in seinem Buch Erzstuhl des Reiches die Namen von sechs Frauen an, die im frühen 17. Jahrhundert in Aachen als Hexen hingerichtet wurden. Darunter befindet sich Katharina von Thenen, genannt Maubach, die am 10. Dezember 1630 hingerichtet wurde und die wohl von der Sage zur Gräfin Mobesin gemacht wurde.

## Weiterverarbeitung
Die Erzählung wurde gemeinsam mit Die buckligen Musikanten in der Kinderoper Die Gräfin Mobesin oder die beiden buckligen Fiedler und die Zauberfrauen von Aachen verarbeitet.
Der Aachener Live-Escape-Games-Anbieter Aixscape bietet einen Escape Room mit dem Titel Das Geheimnis der Gräfin Mobesin an.
Das Theater 99, das älteste der freien Theater in Aachen, veranstaltete 2018 im Couven-Museum mehrmals ein „Criminales Bankett“ mit dem Titel Das Geheimnis der Gräfin Mobesin, bei dem die Besucher während des Essens mitten im Geschehen einer Schauspielhandlung waren und zum Aufklären eines Kriminalfalls beitragen konnten.